# Chetosi (chimica)
I chetosi sono una classe di carboidrati semplici (monosaccaridi) che presentano un gruppo chetonico sul secondo atomo di carbonio della loro molecola.
A seconda del numero di atomi di carbonio di cui è costituito, un chetoso prende il nome di:
- chetotrioso (3 atomi di carbonio, esempio: diidrossiacetone);
- chetotetroso (4 atomi di carbonio, esempio: trulosio, eritrulosio);
- chetopentoso (5 atomi di carbonio, esempio: ribulosio, xilulosio);
- chetoesoso (6 atomi di carbonio, esempio: fruttosio, sorbosio).

I chetopentosi e i chetoesosi possono ciclizzare per reazione tra il gruppo alcolico in posizione distale e il gruppo chetonico al secondo atomo di carbonio, formando un emichetale. Se l'anello è costituito di 6 atomi prende il nome di anello piranosico, se invece gli atomi sono 5 l'anello è furanosico.
Come per gli aldosi, anche ogni chetoso ciclizzato è presente come anomero alfa (gruppo alcolico sul primo atomo di carbonio sotto al piano dell'anello) e anomero beta (gruppo alcolico sul primo atomo di carbonio sopra al piano dell'anello), a causa dell'asimmetria del primo atomo di carbonio.
I chetoesosi, come gli aldoesosi, si trovano con conformazione a sedia o a barca, per l'ibridazione sp3 degli atomi di C.
I chetosi reagiscono come i chetoni e gli alcoli possedendo entrambi i gruppi funzionali, al contrario dei chetoni però sono ossidabili quindi tutti i monosaccaridi, aldosi o chetosi, sono zuccheri riducenti.